# Orange Range
Gli Orange Range (オレンジレンジ?, Orenji Renji) sono un gruppo musicale power pop e alternative rock giapponese formatosi nel 2002, sotto l'etichetta Sony Music.

## Formazione
- Naoto Hiroyama
- Ryō Miyamori
- Yamato Ganeko
- Yō Miyamori
- Hiroki Hokama

## Discografia

### Album
- 17 dicembre 2003 - 1st CONTACT

1. 1.Fever!
2. 2.Shanghai Honey
3. 3.Mission in Poppiple
4. 4.Young 8
5. 5.Samurai Mania
6. 6.Yuugu Red
7. 7.Viva★Rock
8. 8.Japanese People
9. 9.Party Night
10. 10.O-MO-I
11. 11.TWISTER
12. 12.Velocity 3000
13. 13.Kirikirimai~ Album Ver. ~
14. 14.Rakuyou~ Long Ver. ~
15. 15.Ambienta
16. 16.Yamauchi Chuukouka

- 1º  dicembre 2004 - musiQ

1. 1.KA·RI·SU·MA
2. 2.Chest
3. 3.Locolotion
4. 4.Ishin Denshin
5. 5.ZUNG ZUNG FUNKY MUSIC
6. 6.Pary Ponma E
7. 7.City Boy
8. 8.Sheishei
9. 9.Dancing Session
10. 10.Beat Ball
11. 11.Michishirube~ a road home ~
12. 12.Hana
13. 13.FULLTHROTTLE
14. 14.Matsuri Danshaku
15. 15.papa
16. 16.HUB☆STAR
17. 17.Oh! Yeah
18. 18.SP Thanx
19. 19.JIPANGU 2 JIPANGU

- 12 ottobre 2005 - ИATURAL

1. 1.yumekaze
2. 2.Yumejin
3. 3.Onegai! Señorita
4. 4.Winter Winner
5. 5.CRAZY BAND
6. 6.AME
7. 7.GOD69
8. 8.HISTERIC TAXY
9. 9.pe nyom pong
10. 10.Sakadzuki Jammer
11. 11.Asterisk
12. 12.sunrise
13. 13.U topia
14. 14.BETWEEN
15. 15.re-cycle
16. 16.Kizuna
17. 17.Love Parade
18. 18.Иatural Pop
19. 19.Kirikirimai~Fantastic Four Remix~

- 6 dicembre 2006 - ORANGE RANGE

1. 1.Miracle
2. 2.Champione
3. 3.DANCE2(feat. Soy Sauce)
4. 4.FAT
5. 5.BEAUTIFUL DAY
6. 6.Fuurinkazan
7. 7.Everysing
8. 8.WALK ON
9. 9.So Little Time(feat. Petunia Rocks)
10. 10.FIRE BUN(feat. GOD MAKING)
11. 11.UN ROCK STAR
12. 12.Hello
13. 13.LIGHTS
14. 14.GREAT ESCAPE
15. 15.STEP BY STEP
16. 16.SAYONARA
17. 17.Silent Night

- 9 luglio 2008 - PANIC FANCY

1. 1.Beat it
2. 2.Ikenai Taiyou
3. 3.Sekai World Uchinanchu Kikou ~Shi mi hen~
4. 4.Kimi Station
5. 5.Soy Sauce VS Petunia Rocks feat.ORANGE RANGE
6. 6.Sunny Stripe
7. 7.Genjitsu Touhi
8. 8.Shiawase Neiro
9. 9.5
10. 10.O2
11. 11.IkaSUMMER
12. 12.Tayou to Himawari, Mawari Nanka Ki ni Sezu ni...Natsu
13. 13.Toubi
14. 14.Do Re Mi Fa Ship
15. 15.Happy Birthday Yeah! Yeah! Wow! Wow!

### Raccolte e remix
- 12 aprile 2006 - Squeezed; remix
- 25 luglio 2007 - ORANGE e RANGE; best of pubblicato su due distinti CD
- 3 dicembre 2008 - Ura SHOPPING; best of in tre CD

### Singoli
- Michishirube/Midnight Gage (ミチシルベ)
- Kirikirimai (キリキリマイ)
- Shanghai Honey (上海ハニー)
- Viva Rock (ビバ★ロック)
- Rakuyou (落陽)
- Michishirube ~a road home~ (ミチシルベ～a road home～)
- Locolotion (ロコローション)
- Chest (チェスト)
- Hana (花)
- *~Asterisk (＊~アスタリスク~)
- Love Parade (ラヴ・パレード)
- Onegai! Señorita (お願い！セニョリータ)
- Kizuna (キズナ)
- Champion (チャンピオーネ)
- Un Rock Star
- Sayonara
- Ika Summer (イカSUMMER)
- Ikenai Taiyou (イケナイ太陽)
- Kimi Station (君station)
- O2
- Shiawase Neiro
- Oshare banchou(feat. Soy Sauce)
- Hitomi No Saki Ni
- Uturusanu
- Yah-Yah-Yah
- one
- Sadistic Summer
- Oboro Na Ageha/Moshimo

### DVD
- Video la Contact (ヴィデオ・ラ・コンタクト)
- Video de Recital (ヴィデヲ・DE・リサイタル)
- Live musiQ - from LIVE TOUR 005 "musiQ" at MAKUHARI MESSE 1º  aprile 2005
- Live NATURAL - from Live Tour 005 "NATURAL" at Yokohama Arena 13 dicembre 2005